# Мантадор (Северна Дакота)
Мантадор (енгл. Mantador) град је у америчкој савезној држави Северна Дакота.

## Демографија
По попису из 2010. године број становника је 64, што је 7 (-9,9%) становника мање него 2000. године.
| Група             | 2000.       | 2010.      |
| Белци             | 71 (100,0%) | 59 (92,2%) |
| Афроамериканци    | 0 (0,0%)    | 0 (0,0%)   |
| Азијати           | 0 (0,0%)    | 1 (1,6%)   |
| Хиспаноамериканци | 0 (0,0%)    | 0 (0,0%)   |
| Укупно            | 71          | 64         |